# Ignaz Hofmann
Ignaz Hofmann (* 23. April 1857 in Oberweckelsdorf, Böhmen; † 11. Februar 1934 in Baden bei Wien) war ein österreichischer Lehrer, Amateurarchäologe und Sammler.
Ignaz Hofmann machte eine Ausbildung zum Lehrer. 1877 trat er in das 18. Infanterieregiment  der k. k. Armee ein und wechselte später ins 17. Infanterieregiment. Ab 1890 war er als Militär-Oberlehrer am Militärwaisenhaus in Fischau, Niederösterreich, beschäftigt. Von 1899 bis zu seiner Pensionierung 1910 arbeitete er am Erziehungsinstitut für verwaiste Offizierssöhne in Hirtenberg, Niederösterreich, als Ökonomieverwalter, Adjutant und Administrator.
Hofmanns besaß eine umfangreiche Sammlung von Münzen, Medaillen, alten Waffen, Bildern, Käfern, Mineralien, volkskundlichen Gegenständen sowie paläontologischen, prähistorischen und römerzeitlichen Fundstücken. Darunter waren insbesondere zahlreiche Fundstücke aus der von ihm 1884 wiederentdeckten urgeschichtlichen Höhensiedlung auf der Malleiten. Dort wurde auch die Hofmannshöhle bei Fischau nach ihm benannt. Seine prähistorischen Funde von der Malleiten wurden mehrfach ausgestellt. 1924 veröffentlichte Hofmann zusammen mit Georg Kyrle eine Übersicht über die Sammlung.
Die Sammlung Hofmanns ist nicht vollständig erhalten. Hofmann veräußerte sie an Richard Böhmker. Über diesen kam die Sammlung im Jahr 1920 an das Institut für Ur- und Frühgeschichte der Universität Wien. Außerdem gelangte bereits vor dem Ersten Weltkrieg ein kleiner Teil der Sammlung an das Stadtmuseum Wiener Neustadt.

## Veröffentlichungen
- mit Georg Kyrle: Sammlung Ignaz Hofmann (mit besonderer Berücksichtigung der Funde vom Malleitenberge). In: Dagobert Frey: Die Denkmale des politischen Bezirkes Baden (= Österreichische Kunsttopographie. Band 18). Wien 1924, S. 360–386 (PDF 11,5 MB).